# Lulamba (Chingola)
Lulamba è un ward dello Zambia, parte della Provincia di Copperbelt e del Distretto di Chingola.